# Via de 4 carbonis

Vía de C4(Hatch-Slack)- procés NADP-ME (NADP-malic enzyme =NADP-ME)

La via de 4 carbonis, o també denominada Via de Hatch-Slack en honor dels seus descobridors, és una sèrie de reaccions bioquímiques de fixació del carboni provinent del CO₂ atmosfèric. El procés consisteix en la captació del Diòxid de carboni en les cèl·lules del mesofil·le de la planta, però en comptes de dur-lo immediatament al cicle de Calvin, les molècules reaccionen amb el PEP(Fosfoenolpiruvat), sent estimulats per un enzim homònim (PEP Carboxilasa). El producte final entre el PEP i el CO₂ és l'àcid oxalacètic, el qual posteriorment és convertit en àcid màlic, o també anomenat malat. El malat és dut a les cèl·lules de la beina, on és descarboxilat, produint el CO₂ necessari per al cicle de Calvin, a més d'àcid pirúvic. Aquest últim és enviat novament al mesòfil on és transformat per mitjà de ATP en fosfoenolpiruvat (PEP), per a quedar novament disponible per al cicle.
L'avantatge d'aquest procés radica en el fet que al tenir a la RuBisCO tancada en les cèl·lules de la beina se li impedeix la possibilitat que reaccioni amb oxigen en situacions en les quals la concentració de CO₂ sigui molt baixa, per la qual cosa el CO₂ perdut a través de la fotorespiració es redueix considerablement. Fins i tot les molècules de diòxid de carboni expulsades per la fotorespiració són novament reutilitzades a través del PEP, el qual les captura en el mesòfil per a ser ingressades al cicle de Calvin.
Les plantes que usen aquesta via per a la fixació del carboni són denominades C4, entre les quals es distingeixen el blat de moro, la canya de sucre i la invasora Cynodon dactylon (Bermuda grass) entre d'altres.